# قاصدک نصیر
قاصدک نصیر یک خودرو تمام الکتریکی ساخته شده توسط دانشگاه خواجه نصیر در ایران است که در سال ۱۳۸۸ معرفی گشت. چراغ‌های جلو خودرو برای تیبا و چراغ‌های عقب برای پراید ۱۱۱ است. این خودرو از یک جعبه دنده کاملاً مشابه با خودرو پراید بهره می‌برد با این تفاوت که برای تعویض دنده‌ها نیازی به گرفتن کلاچ نیست. این خودرو بیش از ۹۰ کیلومتر را با هر بار شارژ بپیماید و به سرعت بالای ۹۰ کیلومتر بر ساعت با این خودرو برسد. یک سیستم تأمین انرژی خورشیدی ۷۰ واتی در خودرو وجود دارد که صفحه خورشیدی روی سقف نصب شده است و وظیفه آن تأمین برق هتلینگ (امکانات داخل کابین) این خودرو است.سیستم ترمز خودرو قاصدک ترکیبی از ترمز الکتریکی و مکانیکی است.
همچنان این خودرو در مرحله نمونه اولیه باقیمانده و توانایی تولید انبوه ندارد